# Doncourt-aux-Templiers
Doncourt-aux-Templiers es una comuna francesa situada en el departamento de Mosa, en la región de Gran Este.

## Demografía
| 101 | 98 | 68 | 70 | 76 | 68 | 58 |
| Para los censos de 1962 a 1999 la población legal corresponde a la población sin duplicidades (Fuente: INSEE [Consultar]) |    |    |    |    |    |    |